# Asilus superveniens
Asilus superveniens är en tvåvingeart som först beskrevs av Walker 1859.  Asilus superveniens ingår i släktet Asilus och familjen rovflugor. Inga underarter finns listade i Catalogue of Life.